# Ibn al-ʿAwwām
Abū Zakarīyāʾ Yaḥyà bin Muḥammad bin Aḥmad Ibn al-ʿAwwām al-Išbīlī (Sevilla, finales del s. XII – principios s. XIII), más conocido como Abú Zacaría o también Ibn al-ʿAwwām (ابن العوام), fue un agrónomo andalusí de época almohade, autor del célebre tratado de agricultura Kitāb al-Filāḥa (كتاب الفلاحة), en español El libro de la agricultura.
Esta obra enciclopédica recoge todo el saber agrícola y zootécnico de su época, pero no volvió a ver la luz hasta el siglo XVIII, cuando fue encontrada en la biblioteca de El Escorial, traducida al español e imprimida en Madrid en 1802 y en Sevilla en 1878. Después se tradujo en francés y se publicó en París en 1865. Desde entonces ha sido una referencia en materia de agricultura en Europa.
En sus obras, Ibn al-ʿAwwām se apoya sobre las observaciones y las informaciones anotadas por otros científicos, como Al-Dinnuri y Al-Fadel Al Andalusí, citando sus obras y reconociendo sus contribuciones. Se apoya también sobre sus propias experiencias. Describe el "gota a gota" bastante antes que los agricultores del siglo XX, sin atribuírsele el mérito.
Su obra principal, El libro de la agricultura, consta de 35 capítulos, de los que se han conservado 34, se perdió en el capítulo relacionado con los perros y recoge información sobre más de 400 especies de plantas cultivables, así como capítulos dedicados a la organización de la huerta, la fertilización, el manejo de animales, apicultura y también trata temas como la fitotecnia.
A lo largo del libro cita a más de 112 autores destacando el tratado La agricultura nabatea, lo que da una idea de que era un erudito en agronomía y botánica.

## Obra
- El libro de la agricultura de Ibn al-Awwam. Consejería de Agricultura y Pesca de Andalucía. ISBN 84-8474-088-9